# Ludo Coeck
Ludo Coeck (25 de setembre de 1955 - 9 d'octubre de 1985) fou un futbolista belga.

## Selecció de Bèlgica
Va formar part de l'equip belga a la Copa del Món de 1982. Va morir amb 30 anys per un accident de cotxe.

## Referències

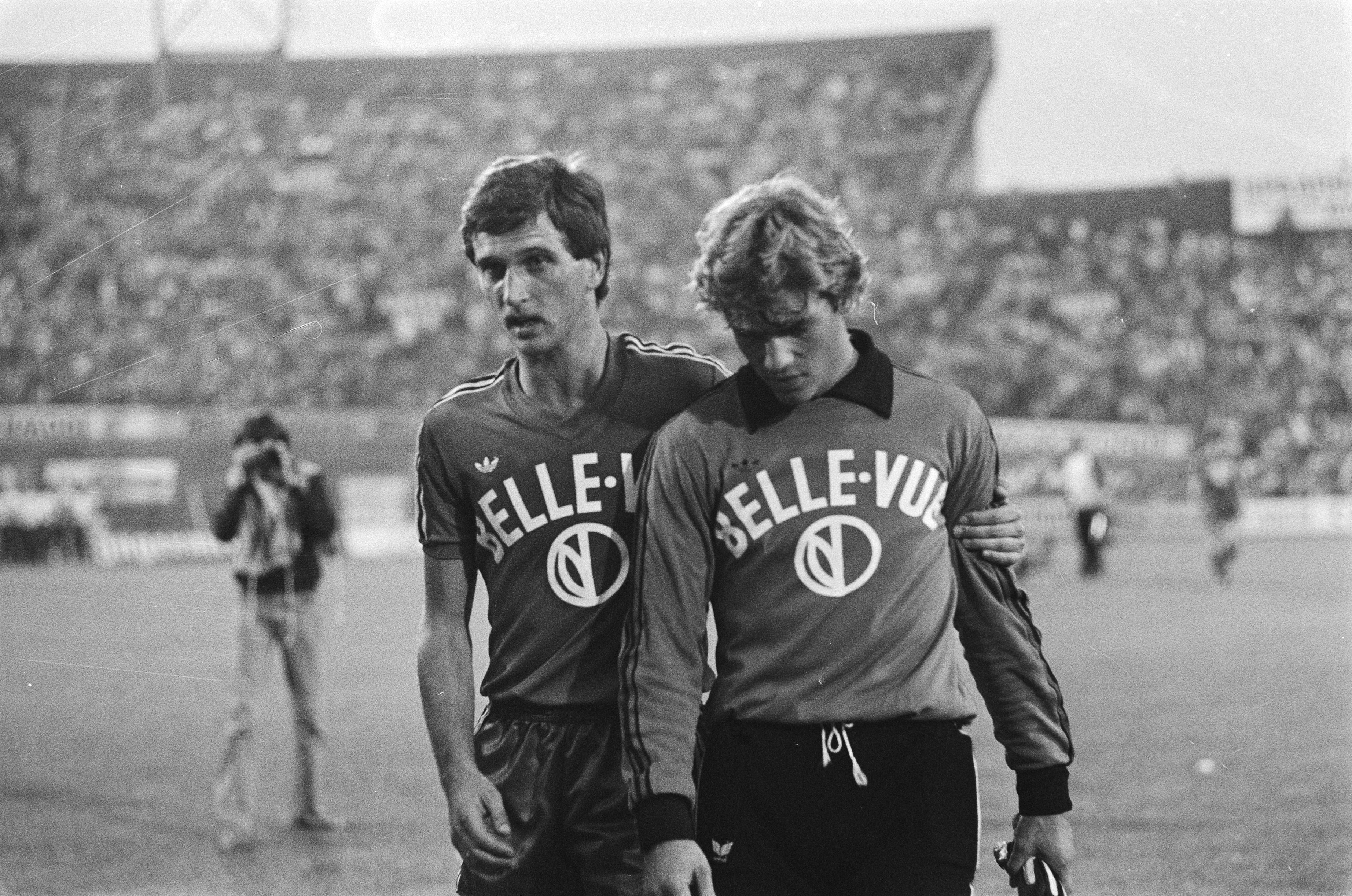
Ludo Coeck i Jacky Munaron.